# Schwedenschanze (Stade)

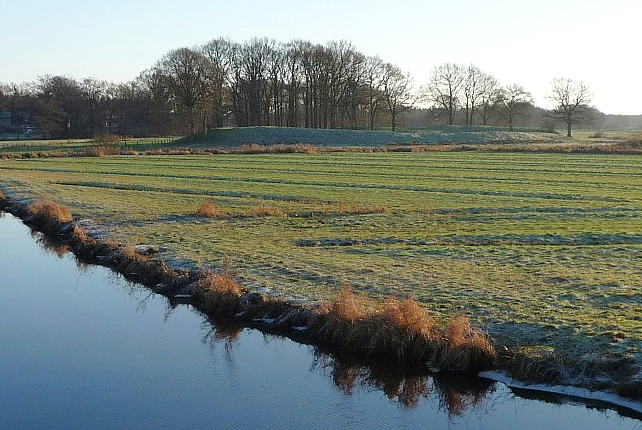
Der Wall der Schwedenschanze, von Norden aus über das Gewässer Schwinge gesehen

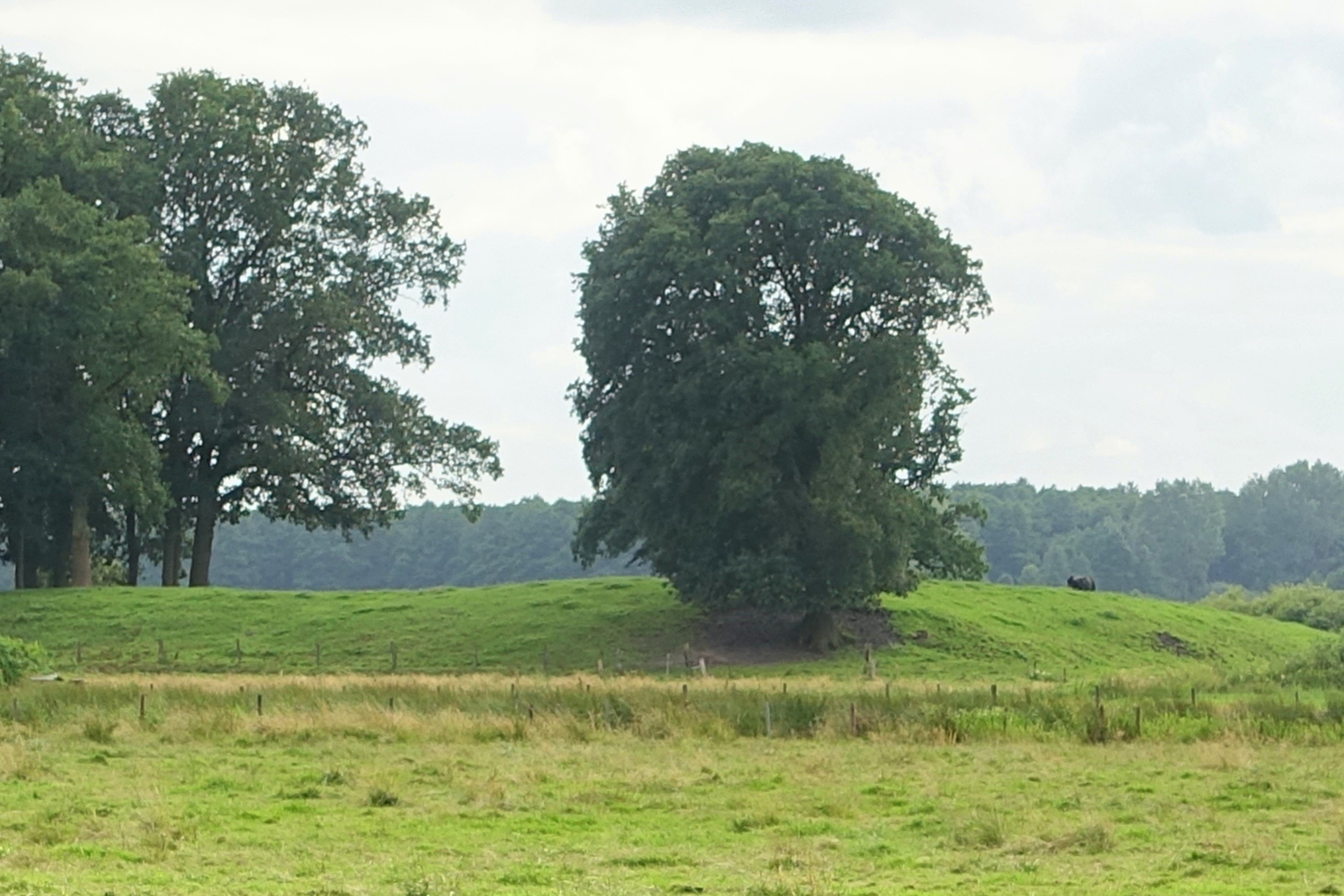
Die Schwedenschanze bei Stade von Nordosten

Als Schwedenschanze wird der Überrest einer frühmittelalterlichen Wallburg im heutigen Ortsteil Groß Thun im Süden der Hansestadt Stade bezeichnet.

## Name
Die Namensgebung als Schwedenschanze beruht auf einem Irrtum. Es wurde lange Zeit angenommen, dass die noch heute sichtbaren Wälle während der Anwesenheit schwedischer Truppen im Dreißigjährigen Krieg während des 17. Jahrhunderts angelegt worden seien. Tatsächlich ist die Anlage rund 1000 Jahre älter, datiert anhand eines Balkens, der von einem im Jahr 673 gefällten Baum stammt. Damit stellt die Anlage eine der wenigen Burgen aus dem 7. Jahrhundert dar, die im Gebiet zwischen Elbe und Rhein belegt sind.

## Baubeschreibung
Die Befestigung liegt auf einer gegenüber der Umgebung ein wenig überhöhten Sandinsel auf dem rechten Ufer der Schwinge und nur 6 Kilometer von der Elbe entfernt. 
Sie besitzt die Form eines ovalen Ringwalls von etwa 170 × 100 m Größe. Die Unterbrechung im Wall auf der Südwestseite ist modern. Der Wall ist heute noch bis 5,5 m hoch erhalten und an der  Basis 20–30 m breit. Die Holz-Erde-Konstruktion ist auf der Oberseite mit einer Palisade versehen und mit Grassoden abgedeckt gewesen. Im Innenbereich wurden Siedlungs- und Pfostengruben sowie Öfen und Feuerstellen ergraben. Es fehlen jegliche Hinweise auf eine gewaltsame Zerstörung der Anlage.
Sie wurde vermutlich von ca. 150 Personen bewohnt. Neben der Burg konnte an der Schwinge in Richtung Elbe eine hölzerne Kaimauer nachgewiesen werden. Diese kleine Hafenanlage lässt vermuten, dass die Schwedenschanze nicht nur eine Verteidigungsanlage der Altsachsen war, sondern auch dem Handel diente. Möglicherweise endete der Tideeinfluss auf die Schwinge damals im Bereich der Schwedenschanze.

## Ausgrabungen
Ausgrabungen im Jahr 2007 ergaben, dass die Anlage im Zeitraum von ca. 670 bis 900 bewohnt war. Danach hat vermutlich die Burg auf dem Stader Spiegelberg die Aufgaben der Anlage übernommen.
Die Funde an der Schwedenschanze lösten unter Archäologen internationales Interesse aus, da das Gebiet in dieser Zeit als fundleer gilt. So wurden hier 2008 erstmals in Deutschland Ruder aus dem Frühmittelalter gefunden.
Im Frühjahr 2009 wurde eine geophysikalische Prospektion im Umfeld der Schwedenschanze durchgeführt. Untersuchungen des Magnetfeldes ergaben, dass dort noch rechteckige Holzkonstruktionen von 20 Metern Länge und 2,5 Metern Breite im Erdreich vorhanden sind.
Bei anschließenden weiteren Grabungen der Hamburger Universität wurden 450 Meter südlich der Schwedenschanze Überreste einer weiteren Wallanlage im Flurstück Ohle Dörp entdeckt.
Im Jahr 2016 wurden beim Bau von zwei Wohnhäusern in Groß Thun etwa 80 cm unter der Erdoberfläche Tonscherben und Spuren von zwei Pfahlbauten entdeckt. Die Archäologen datierten die Funde auf die Zeit um etwa 600 n. Chr. und sehen sie als Reste der zur Schwedenschanze gehörigen Siedlung an.
Im Frühjahr 2021 konnte durch geophysikalische Untersuchungen nahe der Schwinge eine dritte, deutlich kleinere Befestigung und ein Vorburggraben zwischen der Schwinge-Niederung und dem Geestrücken bei Groß Thun nachgewiesen werden. Anfang 2022 wurde ein weiterer, noch nicht datierter Bohlenweg entdeckt.